# Dion Dublin
Dion Dublin (Leicester, 22 aprile 1969) è un ex calciatore inglese, di ruolo attaccante e difensore.

## Carriera

### Club
Ha iniziato la sua carriera professionistica proprio al Norwich, prima di passare per quattro stagioni al Cambridge United. Qui si fa notare e riesce ad ottenere un contratto con il Manchester Utd di Alex Ferguson. Dopo un esordio con gol, però, si rompe una gamba alla seconda partita, e al suo ritorno in prima squadra non trova più il posto da titolare, essendo ormai stato sostituito da Cantona. Decide allora di trasferirsi al Coventry City, dove torna ad essere un grande bomber e il suo apporto alla prima squadra gli fa guadagnare l'interesse dell'Aston Villa, che riesce ad aggiudicarselo. Resta qui per ben sei anni, tranne che per una parentesi in prestito al Millwall nel 2002. Al termine di questa lunga esperienza a Birmingham, firma per il Leicester City, dove resta fino a che non decide di andare a giocare nella Scottish Premier League, con il Celtic. Dopo sei mesi decide di tornare in Inghilterra, per chiudere la carriera al Norwich. Si è ritirato il 4 maggio 2008 durante la partita Norwich City-Sheffield Wednesday. In un'occasione, quando era al Coventry, riuscirà a segnare a Given portiere del Newcastle United Football Club in una maniera alquanto bizzarra: mentre Given si preparava a rinviare Dublin velocemente gli rubò la palla da dietro e la insaccò.

### Nazionale
Nel 1998 ha giocato 4 partite con la nazionale inglese.

## Statistiche

### Presenze e reti nei club
| Stagione              | Squadra               | Campionato            | Campionato | Campionato | Coppe nazionali | Coppe nazionali | Coppe nazionali | Coppe continentali | Coppe continentali | Coppe continentali | Altre coppe | Altre coppe | Altre coppe | Totale | Totale |
| Stagione              | Squadra               | Comp                  | Pres       | Reti       | Comp            | Pres            | Reti            | Comp               | Pres               | Reti               | Comp        | Pres        | Reti        | Pres   | Reti   |
| --------------------- | --------------------- | --------------------- | ---------- | ---------- | --------------- | --------------- | --------------- | ------------------ | ------------------ | ------------------ | ----------- | ----------- | ----------- | ------ | ------ |
| 1992-1993             | Manchester Utd        | PL                    | 7          | 1          | FACup+CdL       | ?               | ?               | CU                 | -                  | -                  | -           | -           | -           | 7+     | 1+     |
| 1993-1994             | Manchester Utd        | PL                    | 5          | 1          | FACup+CdL       | 2+0             | 0               | UCL                | 1                  | 0                  | CS          | -           | -           | 8      | 1      |
| ago. 1994             | Manchester Utd        | PL                    | 0          | 0          | FACup+CdL       | -               | -               | -                  | -                  | -                  | CS          | 0           | 0           | 3      | 0      |
| Totale Manchester Utd | Totale Manchester Utd | Totale Manchester Utd | 12         | 2          |                 | 2+              | 0+              |                    | 1                  | 0                  |             | 0           | 0           | 15+    | 2+     |
| 1994-1995             | Coventry City         | PL                    | 31         | 13         | FACup+CdL       | ?               | ?               | -                  | -                  | -                  | -           | -           | -           | 31+    | 13+    |
| 1995-1996             | Coventry City         | PL                    | 34         | 14         | FACup+CdL       | ?               | ?               | -                  | -                  | -                  | -           | -           | -           | 34+    | 14+    |
| 1996-1997             | Coventry City         | PL                    | 34         | 13         | FACup+CdL       | ?               | ?               | -                  | -                  | -                  | -           | -           | -           | 34+    | 13+    |
| 1997-1998             | Coventry City         | PL                    | 36         | 18         | FACup+CdL       | ?               | ?               | -                  | -                  | -                  | -           | -           | -           | 36+    | 18+    |
| ago.-nov. 1998        | Coventry City         | PL                    | 10         | 3          | FACup+CdL       | ?               | ?               | -                  | -                  | -                  | -           | -           | -           | 10+    | 3+     |
| Totale Coventry City  | Totale Coventry City  | Totale Coventry City  | 145        | 61         |                 | ?               | ?               |                    | -                  | -                  |             | -           | -           | 145+   | 61+    |
| nov. 1998-1999        | Aston Villa           | PL                    | 23         | 11         | FACup+CdL       | ?               | ?               | -                  | -                  | -                  | -           | -           | -           | 23+    | 11+    |
| 1999-2000             | Aston Villa           | PL                    | 26         | 12         | FACup+CdL       | 1+1             | 0               | -                  | -                  | -                  | -           | -           | -           | 28     | 12     |
| 2000-2001             | Aston Villa           | PL                    | 33         | 8          | FACup+CdL       | 3+1             | 0               | Int                | 3                  | 1                  | -           | -           | -           | 40     | 9      |
| 2001- mar. 2002       | Aston Villa           | PL                    | 21         | 4          | FACup+CdL       | 0+1             | 0               | Int+CU             | 6+1                | 1+0                | -           | -           | -           | 29     | 5      |
| mar.-giu. 2002        | Millwall              | FD                    | 5          | 2          | FACup+CdL       | -               | -               | -                  | -                  | -                  | -           | -           | -           | 5      | 2      |
| 2002-2003             | Aston Villa           | PL                    | 28         | 10         | FACup+CdL       | 1+1             | 0               | Int                | 2                  | 0                  | -           | -           | -           | 48     | 25     |
| 2003-2004             | Aston Villa           | PL                    | 23         | 3          | FACup+CdL       | 0+4             | 0               | -                  | -                  | -                  | -           | -           | -           | 27     | 3      |
| Totale Aston Villa    | Totale Aston Villa    | Totale Aston Villa    | 154        | 48         |                 | 13+             | 0+              |                    | 12                 | 2                  |             | -           | -           | 179+   | 50+    |
| 2004-2005             | Leicester City        | FLC                   | 37         | 5          | FACup+CdL       | 2+0             | 1               | -                  | -                  | -                  | -           | -           | -           | 39     | 6      |
| 2005-gen. 2006        | Leicester City        | FLC                   | 21         | 0          | FACup+CdL       | 0+2             | 0               | -                  | -                  | -                  | -           | -           | -           | 23     | 0      |
| Totale Leicester City | Totale Leicester City | Totale Leicester City | 58         | 5          |                 | 4               | 1               |                    | -                  | -                  |             | -           | -           | 62     | 6      |
| gen.-giu. 2006        | Celtic                | SPL                   | 11         | 1          | SC+CdL          | -               | -               | -                  | -                  | -                  | -           | -           | -           | 11     | 1      |
| 2006-2007             | Norwich City          | FLC                   | 33         | 5          | FACup+CdL       | 4+1             | 2+0             | -                  | -                  | -                  | -           | -           | -           | 38     | 7      |
| 2007-2008             | Norwich City          | FLC                   | 37         | 7          | FACup+CdL       | 2+2             | 1+1             | -                  | -                  | -                  | -           | -           | -           | 41     | 9      |
| Totale Norwich City   | Totale Norwich City   | Totale Norwich City   | 70         | 12         |                 | 9               | 4               |                    | -                  | -                  |             | -           | -           | 79     | 16     |
| Totale carriera       | Totale carriera       | Totale carriera       | -          | -          |                 | -               | -               |                    | -                  | -                  |             | -           | -           | -      | -      |

### Cronologia presenze e reti in nazionale
| Cronologia completa delle presenze e delle reti in nazionale ― Inghilterra | Cronologia completa delle presenze e delle reti in nazionale ― Inghilterra | Cronologia completa delle presenze e delle reti in nazionale ― Inghilterra | Cronologia completa delle presenze e delle reti in nazionale ― Inghilterra | Cronologia completa delle presenze e delle reti in nazionale ― Inghilterra | Cronologia completa delle presenze e delle reti in nazionale ― Inghilterra | Cronologia completa delle presenze e delle reti in nazionale ― Inghilterra | Cronologia completa delle presenze e delle reti in nazionale ― Inghilterra |
| Data                                                                       | Città                                                                      | In casa                                                                    | Risultato                                                                  | Ospiti                                                                     | Competizione                                                               | Reti                                                                       | Note                                                                       |
| -------------------------------------------------------------------------- | -------------------------------------------------------------------------- | -------------------------------------------------------------------------- | -------------------------------------------------------------------------- | -------------------------------------------------------------------------- | -------------------------------------------------------------------------- | -------------------------------------------------------------------------- | -------------------------------------------------------------------------- |
| 11-2-1998                                                                  | Londra                                                                     | Inghilterra                                                                | 0 – 2                                                                      | Cile                                                                       | Amichevole                                                                 | -                                                                          |                                                                            |
| 27-5-1998                                                                  | Rabat                                                                      | Marocco                                                                    | 0 – 1                                                                      | Inghilterra                                                                | Amichevole                                                                 | -                                                                          | 79’                                                                        |
| 29-5-1998                                                                  | Bruxelles                                                                  | Belgio                                                                     | 0 – 0                                                                      | Inghilterra                                                                | Amichevole                                                                 | -                                                                          | 76’                                                                        |
| 18-11-1998                                                                 | Londra                                                                     | Inghilterra                                                                | 2 – 0                                                                      | Rep. Ceca                                                                  | Amichevole                                                                 | -                                                                          |                                                                            |
| Totale                                                                     |                                                                            | Presenze                                                                   | 4                                                                          |                                                                            | Reti                                                                       | 0                                                                          |                                                                            |

## Palmarès

### Club

#### Competizioni nazionali
- Third Division: 1

Cambridge United: 1990-1991
- Campionato inglese: 2

Manchester United: 1992-1993, 1993-1994
- Coppa d'Inghilterra: 1

Manchester United: 1993-1994
- Charity/Community Shield: 1

Manchester United: 1993

#### Competizioni internazionali
- Coppa Intertoto UEFA: 1

Aston Villa: 2001

### Individuale
- FA Premier League Player of the Month: 2

1997-1998 - Gennaio
1998-1999 - Novembre